# テ・ミニョン
テ・ミニョン（太 民永、1954年5月3日 - 2000年11月7日）は、大韓民国の俳優、タレント。
本名は太 明彦（テ・ミョンオン、태명언）。

## 経歴
高校卒業後、海軍に服務し除隊後の1976年に中央国立劇団の団員として俳優活動を始め、1982年の第18回百想芸術大賞演劇部門新人賞を受賞した。主な出演作品は、1988年のドラマ「刑事25時」、1992年の映画「われらの歪んだ英雄」。このほか、酒屋も営んでいた。
2000年11月7日に肝癌によりソウル市汝矣島の聖母病院で死去、享年46。飲み過ぎのほかに過労が原因ともされている。